# За оратора
„За оратора“ е основното произведение на Марк Тулий Цицерон, посветено на ораторското изкуство и изключително популярно още по времето на класическата гръко-римска античност.
Три са класическите реторически произведения на античността – първа е Аристотеловата Реторика, второ е произведението на Цицерон и третото, завършващо корпуса, е „Обучението на оратора“ на Квинтилиан.
В произведението си Марк Тулий Цицерон изяснява и обяснява естеството на реториката, професията на ритора, както и структурата на речта му, редом с редица други съпътстващия я въпроси - най-вече за нейната стилистика. Авторът подига и въпросите за моралните и философски ангажименти на ритора, като за нагледност пресъздава един свой измислен диалог под формата на спор между Луций Лициний Крас и Марк Антоний Оратор – учител по риторика на младия Цицерон и негов модел за подражание.
Спорът в произведението се развива през 91 г. пр.н.е., т.е. малко преди смъртта на Крас. Цицерон го създава през 55 г. пр.н.е., посвещавайки го на брат му Квинт. „За оратора“ е произведение-шедьовър на античното изкуство, както и венец на ораторското изкуство, практикувано от Цицерон като професия.
Трудът е разделен на три книги. Първата разглежда изискванията към професионалните ритори и извежда образа на идеалния оратор. Втората и третата книга илюстрират изкуството на убеждението, обсъждайки задължителните технически, морални и философски качества, които трябва да притежава изказващият се, за да бъде убедителен на форума и за да не става за смях пред римляните.